# Gunnar Elfgren
Karl Gunnar Elfgren, född 24 oktober 1896 i Helsingfors, död 30 augusti 1976 i Borgå, var en finländsk skulptör. 
Elfgren studerade 1919–1920 vid Centralskolan för konstflit och 1920–1921 vid Finska konstföreningens ritskola. Karakteristisk för hans konst, som sammanfattar klassiska och moderna stilideal, är den återhållsamma, glättade formen, som ofta återkommer i hans talrika allegoriska och andra  figurmotiv. Han utmärkte sig främst som porträttkonstnär med säker blick för särdrag och personlig karaktär. Bland hans större arbeten märks ett hjältegravsmonument i Ekenäs (1952), skulpturen Måsarna (1963) i Ekenäs med en replik i stadens vänort Ystad i Sverige, vidare fontänskulpturen Eurydike (1953) vid stadshuset i Karis och en byst av Fredrika Runeberg i Borgå (uppställd 1957).